# Musculus lateralis
Musculus lateralis är en musselart som först beskrevs av Thomas Say 1822.  Musculus lateralis ingår i släktet Musculus och familjen blåmusslor. Inga underarter finns listade i Catalogue of Life.